# Lousame
Lousame – gmina w Hiszpanii, w prowincji A Coruña, w Galicji, o powierzchni 93,65 km². W 2011 roku gmina liczyła 3621 mieszkańców.